# 映画の日
映画の日（えいがのひ）は、1896年に神戸市において日本で初めて映画が一般公開されたのを記念して、1956年に日本映画連合会（現・日本映画製作者連盟）が制定した記念日。
この日は、日本映画界の各団体が、多年にわたり日本映画に貢献してきた人々への記念式典や上映会とトークショー、映画館の入場料割引などの事業を行っている。

## 歴史
1956年6月29日に日本映画連合会の総会で毎年12月1日を映画の日にすることが決定された。
神戸の神戸倶楽部で1896年（明治29年）11月25日から29日にかけて映画が一般公開された。これを日本の映画の初公開として、11月25日は半端だから12月1日がキリがいいという理由で、毎年12月1日が記念日とされた。なお、この神戸倶楽部で公開されたのは、今日のスクリーンに映写されるタイプではなく、1人ずつ覗き込んで見るタイプの「キネトスコープ」と呼ばれるもので、発明はエジソンによるもの。
1956年12月1日の映画の日第1回大会は、両国国際スタジアムで開催された。映画界のみならず鳩山一郎総理大臣や日本新聞協会、NHK会長、日本文藝家協会丹羽文雄など各界著名人が参加して、祝辞の挨拶に立った。セレモニーの後にはスタジアムで各種演芸が行われ、都心をパレードした。地方でもこの日にパレードやポスター展や映画館の入場料割引などの行事が行われた。
1974年の映画の日には、新人脚本家を育成する目的で映画脚本コンクールの城戸賞が制定された。
その後の「映画の日」中央大会は、「映画の日」執行委員会が主催し、映画界に40年以上勤務した数十名の永年勤続功労章受章者と、数名の特別功労章受章者が表彰される。その他に、大会では、城戸賞の授与式と全国興行生活衛生同業組合連合会が主催するゴールデングロス賞の授与式も行われている。
中央大会とは別に日本映画俳優協会は、映画の日のイベントとして、名作映画の上映会とトークショーを主催し、2009年で9回目を数える。

## 入場料割引
映画の日は、興行を行う側の全国興行生活衛生同業組合連合会も映画産業団体連合会と協力して、1980年代より映画入場券の割引サービスなどを映画の日の事業として実施している。
古くは宮城県環境衛生同業組合において映画の日に入場料金の半額サービスを行い、北海道でも半額サービスを行っていた。1981年に東京都興行生活衛生同業組合長で全興連の会長でもあった山田敏郎大旺映画社長の尽力により、東京都内全252館の半額サービスが決定。これに追随して21都道府県、全国の映画館の3分の2にあたる約1,500館が入場料金の半額サービスを行い、初めて全国的な展開がなされた。その結果、映画の日は観客動員が4倍、興行収入が2倍という成果を見せた。この成果を重視し、山田全興連会長が岡田茂日本映画製作者連盟会長や各映画会社の了解を取り付け、翌1982年には6月、9月が、1983年には3月がサービスデーに加わった。1980年代半ばには1月1日と3、6、9月の第1水曜日を「映画ファン感謝デー」とし、これに映画の日を加えた年5回の入場料金を700円（のちに1000円）とする形で定着した。
1997年に全国興行生活衛生同業組合連合会は、それまで全国一律だった映画サービスデーを12月1日のみを全国一律にし、12月1日以外のサービスデーは各都道府県の支部が自由に決定できるようにした。1990年代以降は、ほとんどの地域において毎月1日を「映画サービスデー」として入場料金の割引サービスが行われている。東京都での割引サービスは、2003年3月までは、12月1日と12月以外は第1水曜日だったが、2003年4月以降は、他の地区と同様毎月1日となった。
このような12月1日以外の割引サービスの日を「映画の日」と称する場合もあるが、それは割引を行っている劇場または組合に限ったものである。
元々は、リュミエール兄弟がシネマトグラフによる有料上映を行った1895年12月28日にちなんで設置されていた。この12月28日は、現在「シネマトグラフの日」とされている。